# Antarctodomus
Antarctodomus is een geslacht van weekdieren uit de klasse van de Gastropoda (slakken).

## Soorten
- Antarctodomus powelli Dell, 1995
- Antarctodomus thielei (Powell, 1958)